# Louis FitzGibbon
Louis Theobald Dillon FitzGibbon (ur. 6 stycznia 1925 w Londynie, zm. 31 stycznia 2003) – brytyjski pisarz, autor książek o zbrodni katyńskiej. W swoich publikacjach wskazywał na odpowiedzialność Związku Radzieckiego za mord na polskich oficerach i odegrał dużą rolę w ujawnianiu prawdy o zbrodni katyńskiej na Zachodzie. Jeden z inicjatorów budowy Pomnika Katyńskiego w Londynie, odsłoniętego w 1976 roku, honorowy sekretarz komitetu jego budowy (ang. Katyn Memorial Fund) i współtwórca projektu architektonicznego (wraz z hr. Stefanem Zamoyskim). Pisał m.in. o różnych metodach fałszowania i zatajania prawdy o zbrodni katyńskiej przez ZSRR. Był również autorem książek o problemach Afryki, w tym zwłaszcza Somalii.

## Życiorys
Urodził się w rodzinie oficera Royal Navy będącego jednym z potomków Johna („Black Jacka”) FitzGibbona (1749–1802), pierwszego hrabiego Clare, od 1789 roku lorda kanclerza Irlandii. W 1938 roku wstąpił do Royal Naval College w Dartmouth i w latach 1938–1954 służył w brytyjskiej marynarce wojennej. W latach 1954–1972 był dyrektorem firmy De Leon Properties, a w latach 1968–1972 pełnił funkcję sekretarza Brytyjskiej Rady Pomocy Uchodźcom (ang. British Council for Aid to Refugees). Uczestniczył w licznych misjach humanitarnych w Sudanie i na Półwyspie Somalijskim (tzw. Róg Afryki) z ramienia Wysokiego Komisarza Narodów Zjednoczonych do spraw Uchodźców. W latach 1984–1992 był sekretarzem brytyjskiej Rady Rogu Afryki i Adenu (ang. Horn of Africa and Aden Council). Po przejściu na emeryturę zamieszkał w Brighton.

## Książki
- Katyn – A Crime without Parallel (1971), wydanie niemieckie: Katyn – Verbrechen ohne Beispiel (1980)
- The Katyn Cover Up (1972)
- Unpitied and Unknown (1975)
- Katyn – Triumph of Evil (1975)
- The Katyn Massacre (1977)
- The Katyn Memorial (1977)
- The Betrayal of the Somalis (1982)
- The Horn of Africa as Part of the Soviet Grand Strategy for that Continent (1982) (wraz z Jamesem E. Doughertym)
- Straits and Strategic Waterways in the Red Sea (1984)
- Ethiopia Hijacks the Hijack (1985)
- The Evaded Duty (1985)

## Odznaczenia
W uznaniu zasług na rzecz ujawnienia prawdy o zbrodni katyńskiej Louis Fitzgibbon otrzymał Krzyż Zasługi I Klasy Orderu Zasługi Republiki Federalnej Niemiec, a polski rząd na uchodźstwie odznaczył go Złotym Krzyżem Zasługi (1969) i Krzyżem Komandorskim Orderu Odrodzenia Polski (1976).

## Rodzina
Louis FitzGibbon był trzykrotnie żonaty i miał troje dzieci z drugiego małżeństwa: syna i dwie córki. Jego brat przyrodni, Constantine FitzGibbon (1919–1983), był historykiem i powieściopisarzem.